# Пеленичка Андрій
Андрій Пелени́чка (роки народженя і смерті невідомі) — український живописець кінця XVI, початку XVII століття.

## Творчість
Автор мініатюр до «Євангелія» з села Грімного на Львівщині (1602, Російська національна бібліотека в Санкт-Петербурзі). Прагнув подолати середньовічну умовність у зображенні постатей, які змальовував на тлі краєвидів або традиційних архітектурних споруд.